# Parlamentswahl in Somalia 1979
Die Parlamentswahl in Somalia 1979 fand am 30. Dezember statt. Sie war die erste seit der Parlamentswahl in Somalia 1969 und die erste, welche unter der neuen Verfassung abgehalten wurde, nachdem diese im Verfassungsreferendum im August 1979 angenommen worden war. Seit diesem Zeitpunkt konnte Somalia als ein sozialistischer Einparteienstaat gelten.
Als ein Ergebnis hieraus wurde die Somalische Revolutionäre Sozialistische Partei zur einzigen Partei, welche an der Wahl teilnehmen durfte. Die Wähler wurden lediglich gefragt, ob sie für oder gegen die nominierten Kandidaten stimmen. Falls der Kandidat mehrheitlich abgelehnt wurde, wurde ein neuer Kandidat nominiert. 
Offiziell stimmten 99,91 Prozent der Wähler für die vorgeschlagenen Kandidaten und die Partei besetzte alle 171 Sitze in der Volksversammlung. Die Versammlung wählte Siad Barre als Präsidenten Somalias, welcher seinerseits weitere sechs Mitglieder der Versammlung ernannte.

## Ergebnisse
| Partei                                         | Stimmen   | Anteil  | Sitze |
| ---------------------------------------------- | --------- | ------- | ----- |
| Somalische Revolutionäre Sozialistische Partei |           | 99,91 % | 171   |
| Dagegen                                        |           | 0,09 %  | -     |
| Gesamt                                         | 3.985.838 | 100     | 171   |
| Quelle:                                        |           |         |       |